# Kroktjärnen (Hammerdals socken, Jämtland, 705573-147810)
Kroktjärnen är en sjö i Strömsunds kommun i Jämtland och ingår i Indalsälvens huvudavrinningsområde.